# La Playa, Mapastepec
La Playa är en ort i Mexiko.   Den ligger i kommunen Mapastepec och delstaten Chiapas, i den sydöstra delen av landet, 800 km sydost om huvudstaden Mexico City. La Playa ligger 34 meter över havet och antalet invånare är 164.
Terrängen runt La Playa är platt åt sydväst, men åt nordost är den kuperad. Runt La Playa är det ganska glesbefolkat, med 27 invånare per kvadratkilometer. Närmaste större samhälle är Mapastepec, 4,7 km nordväst om La Playa. Omgivningarna runt La Playa är en mosaik av jordbruksmark och naturlig växtlighet.